# Сайдшоу Боб
Роберт Андерданк Тервиллигер (англ. Robert Onderdonk Terwilliger), более известный под псевдонимом Второстепенный Боб (от англ. Sideshow Bob более близкий перевод — Помощник Боб или Ассистент Боб; на русском употребляются также варианты Посторонний Боб и Второстепенный Боб, а также «Боб Комедиант», обычно в переводе комиксов, и Ковёрный Боб, Комик Боб или Шестёрка Боб в переводе РЕН ТВ, и Другий номер Боб в переводе украинской студии «Пилот») — персонаж мультсериала «Симпсоны». В эпизоде Black Widower псевдоним персонажа переведен как Ковёрный Боб. Озвучен Келси Грэммером, который получил за эту роль «Эмми» в 2006 году. «Сайдшоу» — название балаганных представлений при цирках, ярмарках в США, где демонстрируют уродцев, глотают шпаги, огонь и т. п.
Получил свою фамилию в честь бульвара Тервиллигер в Портленде, где вырос Мэтт Грейнинг.
Изначально играл в сериале небольшую роль — был актёром второго плана в шоу клоуна Красти, в дальнейшем превратился в злодея, одержимого идеей убийства Барта Симпсона, хотя на самом деле он не может убить мальчика. Примечательные особенности Боба: непослушные яркие волосы, ступни огромного размера и потрясающий голос. За первые 5 сезонов Боб появился всего 4 раза.

## Биография
Боб никогда не планировал посвятить себя шоу-бизнесу, он с успехом окончил Йель и мог посвятить себя более серьёзным занятиям. Он пошёл на кастинг шоу клоуна Красти, только чтобы поддержать своего брата Сесила (озвучен Дэвидом Хайд Пирсом, коллегой Грэммера по телесериалу Frasier), с пятилетнего возраста мечтавшего стать клоуном (Сесил окончил Принстонский университет, с которым соперничает Йель и который Боб назвал «колледжем для клоунов»). Тем не менее, Красти посчитал, что Боб подходит для такой карьеры гораздо больше, чем его брат.
Годы шли, и Боба стал раздражать тот факт, что популярность малограмотного клоуна Красти затмевает его. На долю Сайдшоу Боба выпадали у Красти малоприятные унизительные трюки — им выстреливали из пушки, кидали торт в лицо. Он был талантлив, образован и культурен и жаждал большего. В конце концов, он не выдержал конкуренции и подставил Красти, ограбив магазин «На скорую руку» в его костюме. После того, как Красти арестовали, Боб взял шоу в свои руки и попытался сделать его лучше, читая детям классическую литературу и исполняя песни. Аудитории понравился новый облик передачи, рейтинги поднялись, но Барт помог доказать невиновность Красти и вернуть его на телевидение, а Боба отправили в тюрьму. Таким образом, после серии «Krusty Gets Busted» Боб перестал быть фигурой шоу-бизнеса и превратился в злодея, одержимого жаждой мести. Тем не менее, уже после заключения в тюрьму (серия «Black Widower») он получил «Эмми» как лучший комедиант второго плана.
Обычно сюжет серий про Сайдшоу Боба построен по следующему плану: выход из тюрьмы, планирование мести, сама попытка отомстить, иногда включающая в себя попытку убийства и предотвращение злодеяний Боба Бартом (зачастую с помощью Лизы). Боб помешан на идее убийства Барта: он кидает дротики и ножи в его фотографии и имеет несколько татуировок на тему убийства мальчика… Тем не менее, в серии «The Great Louse Detective», когда ему подвернулась реальная возможность разделаться со своим врагом, Боб не смог сделать этого, объясняя своё поведение тем, что он слишком привык к Барту.
Некоторое время был мужем Сельмы Бувье, с которой познакомился по переписке. Пытался убить её ради денег, но Симпсонам удалось помочь Сельме.
Боб необычайно умён и талантлив: он говорит на санскрите, французском, испанском и итальянском. Великолепно поёт: исполнением арии «Смейся, паяц, над разбитой любовью» из оперы Леонкавалло «Паяцы» растрогал Гомера до слёз. Имеет некоторые навыки акробатики и пантомимы, которые он не стеснялся демонстрировать во время своей избирательной кампании. Знаток литературы и философии, цитировал Четыре Благородные Истины буддизма.
Устав от своих неудачных злодеяний, в серии «Italian Bob» он решает начать жизнь с чистого листа и переезжает в Сальсиччию, небольшую деревушку в Тоскане, но вскоре Симпсоны вновь вынуждают его вспомнить свою злодейскую сущность.
Согласно серии «Day of the Jackanapes», полиция решает казнить Боба путём отрубания головы через гильотину.

## Серии, в которых Боб играл значительную роль
Сайдшоу Боб — уникальный персонаж в «Симпсонах», он не используется в сериях для развития сюжетов второго плана. Это можно объяснить тем, что Боб почти всегда сидит в тюрьме и каждое его действие на свободе становится событием. Поэтому он либо появляется мельком, на несколько секунд, либо становится звездой серии, на которой концентрируется весь сюжет, как в следующих сериях:
- «Krusty Gets Busted» — дебют Боба в качестве злодея. Под видом клоуна Красти он грабит магазин «На скорую руку» и сам становится ведущим его шоу. Барт разоблачает его, и Боба арестовывают.
- «Black Widower» — Сельма решает вступить в программу переписки с заключёнными и знакомится с Бобом. Он утверждает, что любовь Сельмы полностью изменила его, и предлагает ей руку и сердце. Но во время медового месяца он предпринимает попытку убить жену, чтобы получить её деньги. В последнюю секунду Барт успевает спасти тётю, а Боб снова отправляется в тюрьму.
- «Cape Feare» — Боб преследует Барта, и Симпсоны вынуждены переселяться, чтобы оставаться в безопасности. Тем не менее, Тервиллигер настигает их и готовится убить Барта, но мальчик отвлекает его просьбой исполнить очень длинный музыкальный номер (все арии из комической оперы «Корабль Её Величества „Пинафор“»). Выигранного времени хватает на то, чтобы шеф Виггам арестовал Боба(в альтернативной версии как показано в "Treehouse of Horror XXXIV", Боб когда начинает исполнять арии "Корабль Её Величества „Пинафор“", понял что это обман и скоро попадет за решетку, он убивает Барта (он его разрезал как рыбу) но не смотря на то, какую пользу принес эта смерть великого хулигана, Лиза не на шутку оказалась травмирована смертью брата). В этой серии также впервые появляется сцена, где Боб наступает на грабли, причём он издаёт смешной рычащий звук «Брраррырраррыррар».
- «Sideshow Bob Roberts» — Боб становится кандидатом в мэры Спрингфилда от республиканцев, выигрывает выборы и злоупотребляет новоприобретённой властью, чтобы навредить семье Симпсонов. Но Лиза внезапно обнаруживает махинации с голосами избирателей (оказалось, что за Боба голосовали и мёртвые (даже животные)), и Боб отправляется обратно в тюрьму.
- «Sideshow Bob's Last Gleaming» — Сайдшоу Боб крадёт атомную бомбу со Спрингфилдской авиабазы, чтобы угрозами вынудить администрацию закрыть все телеканалы в городе. Красти нарушает запрет на телевещание (вещая из маленького домика в соляной пустыне) и Боб пытается взорвать бомбу, но она не срабатывает, так как её срок годности закончился в ноябре 1959 года. Тогда, взяв в заложники Барта, Боб на самолёте братьев Райт отправляется уничтожать Красти, но эта миссия оканчивается неудачей.
- «Brother from Another Series» — после выхода из тюрьмы Боба нанимает на работу его брат Сесил, с которым он не виделся долгие годы. Вместе они руководят постройкой плотины, но Барт и Лиза следят за каждым шагом Боба, не доверяя ему, и выясняют, что Боб хочет взорвать плотину и погубить весь город. Но на самом деле это Сесил хочет подставить брата и отомстить ему за разбитую мечту стать клоуном. Барт, Лиза и Боб срывают преступление, но Боба всё-таки сажают в тюрьму вместе с братом.
- «Day of the Jackanapes» — Боб пытается отомстить Красти и гипнотизирует Барта, чтобы мальчик взорвал клоуна вместе с собой. Но в последний момент Красти в прямом эфире извиняется перед бывшим напарником за всю боль, которую причинил ему, и Боб отказывается от своих планов.
- «The Great Louse Detective» — после того, как неизвестный несколько раз покушается на жизнь Гомера, шеф Виггам вынужден пригласить Боба в качестве консультанта для расследования. Его селят в доме Симпсонов, чтобы он мог быть постоянно рядом с Гомером и засечь преступника. На карнавале Марди Гра таинственного преследователя ловят, им оказывается Фрэнк Граймс младший. Тем временем Боб прячется с ножом в комнате Барта, чтобы убить мальчика, но в итоге понимает, что не сможет этого сделать, и исполняет пародию на песню «I’ve Grown Accustomed to Her Face[англ.]» из фильма «Моя прекрасная леди».
- «The Italian Bob» — в своей поездке по Италии Симпсоны случайно натыкаются на Сайдшоу Боба, ставшего мэром небольшой деревеньки под названием Сальсиччия. Он рассказывает им, что решил начать новую жизнь и поэтому переехал в Тоскану, где его большие ступни пригодились ему при изготовлении вина, жители деревни полюбили его и избрали своим мэром. У него прекрасная невеста Франческа и маленький сын Джино, такой же злодей, как отец. Но его новая семья не знает о его криминальном прошлом. Боб предлагает Симпсонам свою помощь взамен на их молчание, но Лиза, хлебнув немного вина во время праздника, всё-таки выдаёт его. Тогда под давлением Франчески Боб объявляет вендетту против Симпсонов, но их спасает от верной смерти в Колизее клоун Красти.
- «Funeral For a Fiend» — Боб хочет взорвать Симпсонов, но ему это не удаётся. На суде, убедив судей в своей невиновности, Боб инсценирует свою смерть, делая виновным Барта.
- «The Bob Next Door» — У Симпсонов появляется новый сосед — Уолт Уоррен. Голос Уолта подозрительно похож на голос Боба, и Барт делает вывод, что это и есть Боб. Симпсоны отправляются в тюрьму, где им показывают Сайдшоу Боба, сидящего в изоляторе. Барт успокаивается, тем временем Боб сбегает из тюрьмы, а Уолт Уоррен приглашает Барта на бейсбол, и по дороге раскрывает мальчику всю правду. Уолт Уоррен был сокамерником Боба, и Боб, изучив пособие по пластической хирургии, поменял местами своё лицо и лицо сокамерника. В итоге очередной злодейский план Боба удается сорвать, потому что Барт так и не стал доверять новому соседу, и перед отъездом успел позвонить в полицию.
- «The Man Who Grew Too Much» — становится доктором наук и пробует изменить свою ДНК.
- «Treehouse of Horror XXVI» — Боб убивает Барта Симпсона, но затем воскрешает с помощью специальной машины, осознав, что если Барт мёртв, то ему не к чему больше стремиться.
- «Missing Boy» - когда Барт теряется в лесу и падает в заброшенный бункер, Боба, как и всех остальных заключённых, привлекают к поискам. Естественно, что Боб был бы рад найти мальчика и разделаться с ним. Но вскоре ему сообщают, что поиски прекращаются и что Барта больше нет в живых. Это вызывает у Тервиллигера приступ безумия и мужчина сбегает из тюремного лазарета, в который раннее был помещён. В городе Сайдшоу Боб находит друга Барта, Милхауса, и мальчик отводит преступника в одному ему известное место в лесу. Боб в очередной раз пытается убить Барта, и в этот раз, ещё и его друга, Милхауса, но затем передумывает и отпускает обоих. Позже он становится смотрителем маяка, но чтобы привычка об убийстве Барта у него исчезла на корню(как показано в будущем), на это уйдет несколько лет и несколько сеансов психотерапевта.
- «Bobby, it’s cold outside» - Барт пробирается к Санте без очереди, но потом оказывается, что это Боб и он пытается его убить, понимая, что он не может сделать это. Сайдшоу Боб с Симпсонами пытаются найти вора, который ворует подарки и Боб прячется в коробке. Коробку похищают, а Симпсоны следуют за фургоном, оказывается, это были Мистер Бёрнс и Вэйлон Смитерс. Мистер Бёрнс рассказывает, что когда он был маленьким, у него было желания улыбки и объятия от родителей, но к несчастью, его отправили в школу-интернат. Боб, переодевшись в Санту убеждает Бёрнса, что это сделало его успешным. Затем Бёрнс и Смитерс возвращают подарки.
- «Treehouse of Horror XXXIV» - Боб убивает Барта в 1993 году, поняв, что он попросил его спеть, чтобы предотвратить свою смерть. Спустя 30 лет, Лиза после нескольких убийств убивает Боба, сидев с ним в одной камере.

## Появления в комиксах
- «Cold hand Bart» — Барта и Милхауса сажают в тюрьму, Барт бежит, но сталкивается с Сайдшоу Бобом. Боб бежит вместе с Бартом, одевается в одежду работника кафе, но Барт выдаёт его полиции.
- «Get off the bus»-Выполняя общественные работы, Боб моёт школьные автобусы. Его неприятно поражает, в каком ужасном они находятся состоянии и он решается позвонить директору Скиннеру. Тот отвечает, что автобусы не улучшают и не меняют уже много лет, и не поменяют из-за жалобы одного озабоченного. Боб злится, и в этот момент нечаянно замечает на одном из сидений надпись "Эль Барто". Тогда Бобу приходит в голову установить под сиденьем давнего врага ловушку...
- «Angels with yellow faces» — Сайдшоу Боба выпускают при условии, если он в течение недели оплатит свою свободу десятью триллионами долларов. Не зная, где заработать столько денег, Боб создаёт секретную школу преступников, в которую попадает Барт. Боб придумал план, как получить деньги. Он похищает мистера Бернса, но Барт останавливает его электрошоком, а Лиза вызывает полицию.
- «The many faces of Bob» — Боба опять выпускают на свободу, Барт и Лиза не доверяют ему и начинают слежку. Сайдшоу Боб нападает на Барта, но его спасает Сайдшоу Мел.
- «Big house Homer» — Боб помогает Гомеру убежать из тюрьмы.
- «Bobbing for vengeance» — Сайдшоу Боб заставляет всех одеваться, как он, и убить Барта, но тот выводит Боба на чистую воду.

## Незначительные появления
- «The Telltale Head» — появляется в шоу клоуна Красти, которое Барт смотрит по телевизору, у него афро-причёска и он достаточно толстый; позднее, когда горожане окружили Барта около статуи Джебедаи Спрингфилда, волосы и фигура Боба обрели привычную форму.
- «Bart Gets an F» — Боба можно увидеть среди людей, поющих и водящих хоровод (несмотря на то, что в это время он должен быть в тюрьме).
- «Bart the Murderer» — делит камеру с Бартом, но как ни удивительно, не пытается убить его.
- «Lisa's First Word» — появляется во флэшбэке в шоу клоуна Красти. В этом флэшбеке Боб носит свою постоянную прическу, но цвет его волос — такой же, как у Мела.
- «Another Simpsons Clip Show» содержит фрагмент серии «Black Widower», где Боб и Сельма проводят свой медовый месяц.
- В серии «This Little Wiggy» Ральф и Барт, просматривая досье преступников в доме шефа Виггама, натыкаются на папку с именем Тервиллигер, Р.
- Изображён на промокарточке серии «Large Marge», но в самом эпизоде не появляется.
- Появляется в заставке серии «Mobile Homer»: срывает с себя маску Гомера, встаёт с дивана и с ножом в руке гонится за Бартом.
- Боб, сидящий в тюрьме, появляется в музыкальном клипе на песню «Do the Bartman» с альбома «The Simpsons Sing the Blues».
- На промокарточке к эпизоду «The Mook, the Chef, the Wife and Her Homer» журнала TV Guide Боб сверлит Барта злобным взглядом, но как бы то ни было, в самой серии он не появляется.
- В серии «Pokeymom» Боб сидит в тюрьме, в которой работает Мардж, мы видим его в лазарете, замотанного бинтами. Также он передает Барту, что они скоро увидятся.
- Фотография Боба висит на стене магазина комиксов, где находятся портреты тех, кому запрещён вход в магазин в серии «Worst Episode Ever».
- В серии «Sex, Pies and Idiot Scrapes» из факса появляется его фотография с надписью «разыскивается». В конце этой серии Боба показывают сбегающим из тюрьмы.
- В серии «Wedding for Disaster» становится подозреваемым в похищении Гомера. Из этой серии становится ясно, что отношения Красти и Боба полностью наладились, и теперь эти персонажи — друзья.
- Начиная с серии «Take My Life, Please», Боб является постоянным участником новой заставки сериала: он машет ножом на улице, по которой Барт едет на скейте.
- В заставке серии «How The Test Was Won» Боб появляется, пугая Симпсонов.
- В серии «O Brother, Where Bart Thou?» Боб и его брат Сесил появляются во сне Барта.
- В серии «American History X-cellent» в тюрьме Спрингфилда, пока мистер Бернс изучает Библию, Змей издевается над Бобом в прачечной.
- В серии «Chief of Hearts» в эпилоге Боб собирается убить Гомера и шефа Виггама.
- В серии «Holidays of Future Passed» в таверне Мо на полу есть обведенный полицейским мелом силуэт Боба.
- В серии «Gone Abie Gone» сам Боб не появлялся, но Барт использовал его аватар не только для игр в покер, но и для того чтобы "лишить всего чем любил"(например опуская его сети ресторанов).

## Факты
- Боб — один из немногих персонажей «Симпсонов», не имеющих стандартной, постоянно носимой одежды. В разных эпизодах он одет по-разному в соответствии с обстановкой.
- Фамилия Боба вдохновлена персонажем доктора Тервиликера из фильма 5000 пальцев доктора Т., которого сыграл актёр Ганс Конрид.
- В сериале он один из немногих, кто имеет собственную музыкальную тему: каждый раз при его появлении звучит один и тот же музыкальный фрагмент (Та да да ду). Это музыкальный фрагмент из фильма «Мыс страха» с Робертом Де Ниро; собственно эпизод «Cape Feare» — это пародия на данный фильм.
- Боб гораздо более талантлив, чем Красти, и сам клоун тоже это признает.
- Известен и талант Боба убеждать. Единственный, кто ни разу не поверил в его исправление — Барт.
- Лиза Симпсон неоднократно срывала планы Боба вместе со своим братом, а в его разоблачении в Италии была виновата она одна; тем не менее, Боб мечтает отомстить Барту, а Лизу не преследует, даже относится к девочке с симпатией.
- Тюремный номер Боба — 24601, тот же номер принадлежал Жану Вальжану, персонажу романа Виктора Гюго «Отверженные». Это число неоднократно использовалось в художественных произведениях других авторов, в том числе и в других сериях «Симпсонов»: оно написано на тюремной робе Мардж в серии «Marge in Chains» и на шлеме директора Скиннера в серии «Homer's Barbershop Quartet».
- Сокамерники Боба меняются, но чаще всего вместе с ним сидит Снэйк Джейлбёрд по кличке «Змей».
- Изначально причёска Боба была задумана в афро-стиле, но создатели сериала сочли, что волосы-пальма придадут образу Боба дополнительные демонические штрихи. В серии Funeral for the Fiend впервые появляются родители Боба, и становится ясно, что свою прическу он унаследовал от матери. Брат Боба носит похожую прическу, но его «пальма» гораздо меньше и имеет совсем другой цвет.
- Когда Боб встречается с Симпсонами, трудно определить, кто больше напуган такой встречей: злодей или его враги.
- Примечательно, что иногда Боб действительно собирается завязать со злодейскими планами и начать новую нормальную жизнь, но Барт и Лиза обязательно мешают ему.
- Является одним из немногих аристократов, упоминаемых в сериале.
- Боб — буддист, в одной из серий он упоминал постулаты Будды.
- У Боба есть именная табличка на Спрингфилдской Стене Славы — её можно видеть в серии «Take My Life, Please».
- Боб — правша.